# ダスティン・モルケン
ダスティン・ダグラス・モルケン（Dustin Douglas Molleken, 1984年8月21日 - ）は、カナダ・サスカチュワン州レジャイナ出身のプロ野球選手（投手）。右投左打。現在はフリーエージェント（FA）。

## 経歴

### プロ入りとマイナー時代
2003年のMLBドラフト15巡目（全体435位）でピッツバーグ・パイレーツから指名され、プロ入り。
2010年、コロラド・ロッキーズとマイナー契約を結んだ。
2011年にはロッキーズと再契約した。オフの10月には第39回IBAFワールドカップ、2011年パンアメリカン競技大会の野球カナダ代表に選出された。W杯では銅メダル、パンアメリカン競技大会では金メダルを獲得している。
2012年はメジャーのスプリングトレーニングへの招待を受けた。この年は傘下のAAA級コロラドスプリングス・スカイソックスで40試合に登板し、3勝1セーブ・防御率5.18をマークした。

### 日本ハム時代
2012年7月18日に北海道日本ハムファイターズとシーズン終了までの契約を結んだ。
8月2日の千葉ロッテマリーンズ戦（QVCマリンフィールド）で初登板。同年は全て救援投手として23試合に登板し、防御率3.27であった。11月15日に自由契約公示されたが、同年12月19日に日本ハムと再契約を結んだ。
2013年1月17日に第3回WBC本戦のカナダ代表に選出された。シーズンでは5試合の登板に留まり、7月9日に解雇された。

### 日本ハム退団後
2013年7月28日にミルウォーキー・ブルワーズとマイナー契約を結んだ。2013年の残りシーズンと2014年は傘下のAAA級ナッシュビル・サウンズでプレーした。
2014年11月18日にクリーブランド・インディアンスとマイナー契約を結んだ。
2015年6月17日に2015年パンアメリカン競技大会の男子野球カナダ代表に選出されたが、6月30日に辞退した。オフの10月20日に第1回WBSCプレミア12のカナダ代表に選出された。大会の救援ベストナインに選ばれた。12月18日にデトロイト・タイガースとマイナー契約を結び、23日に傘下のAAA級トレド・マッドヘンズへ配属された。
2016年は開幕をAAA級トレドで迎えた。6月20日にメジャー契約を結んで25人枠入りしたが、23日にオプションでAAA級トレドへ配属された。7月4日に再昇格し、同日のインディアンス戦でメジャーデビュー。メジャーでは4試合に登板し、防御率4.32・WHIP2.04だった。マイナーのAAA級トレドでは42試合に登板し、5試合では先発登板した。2勝4敗・防御率3.58という成績を残した。オフの11月7日に40人枠を外れる形でAAA級トレドへ配属された。
2017年開幕前の2月8日に第4回WBCのカナダ代表に選出され、2大会連続2度目の選出を果たした。6月28日にタイガースを解雇となり、7月3日に独立リーグ・アトランティックリーグのサマセット・ペイトリオッツと契約。
2018年もサマセット・ペイトリオッツでプレーした。11月1日にカナディアン・アメリカン・リーグのケベック・キャピタルズと契約。
2020年2月19日にメキシカンリーグのドスラレドス・オウルズと契約したが、新型コロナウイルスの感染拡大によりリーグが開催されなかったため、公式戦に出場することなくチームを退団した。

## 投球スタイル
長身から投げ下ろす最速158km/h、常時150km/h台のストレートとスライダーが武器。

## 詳細情報

### 年度別投手成績
| 年 度    | 球 団    | 登 板 | 先 発 | 完 投 | 完 封 | 無 四 球 | 勝 利 | 敗 戦 | セ 丨 ブ | ホ 丨 ル ド | 勝 率 | 打 者 | 投 球 回 | 被 安 打 | 被 本 塁 打 | 与 四 球 | 敬 遠 | 与 死 球 | 奪 三 振 | 暴 投 | ボ 丨 ク | 失 点 | 自 責 点 | 防 御 率 | W H I P |
| -------- | -------- | ----- | ----- | ----- | ----- | -------- | ----- | ----- | -------- | ----------- | ----- | ----- | -------- | -------- | ----------- | -------- | ----- | -------- | -------- | ----- | -------- | ----- | -------- | -------- | ------- |
| 2012     | 日本ハム | 23    | 0     | 0     | 0     | 0        | 2     | 1     | 0        | 9           | .667  | 91    | 22.0     | 20       | 1           | 8        | 0     | 0        | 18       | 0     | 3        | 8     | 8        | 3.27     | 1.27    |
| 2013     | 日本ハム | 5     | 0     | 0     | 0     | 0        | 0     | 0     | 0        | 0           | ----  | 34    | 7.1      | 9        | 1           | 2        | 0     | 1        | 5        | 0     | 1        | 4     | 3        | 3.68     | 1.50    |
| 2016     | DET      | 4     | 0     | 0     | 0     | 0        | 0     | 0     | 0        | 0           | ----  | 42    | 8.1      | 12       | 0           | 5        | 0     | 0        | 8        | 2     | 0        | 4     | 4        | 4.32     | 2.04    |
| NPB：2年 | NPB：2年 | 28    | 0     | 0     | 0     | 0        | 2     | 1     | 0        | 9           | .667  | 125   | 29.1     | 29       | 2           | 10       | 0     | 1        | 23       | 0     | 4        | 12    | 11       | 3.38     | 1.33    |
| MLB：1年 | MLB：1年 | 4     | 0     | 0     | 0     | 0        | 0     | 0     | 0        | 0           | ----  | 42    | 8.1      | 12       | 0           | 5        | 0     | 0        | 8        | 2     | 0        | 4     | 4        | 4.32     | 2.04    |

- 2018年度シーズン終了時
- 各年度の太字はリーグ最高

### 表彰
国際大会
- WBSCプレミア12・ベストナイン：1回 （2015年）

### 記録
NPB
- 初登板：2012年8月2日、対千葉ロッテマリーンズ14回戦（QVCマリンフィールド）、6回裏に2番手で救援登板、1回無失点
- 初奪三振：同上、6回裏にサブローから見逃し三振
- 初ホールド：2012年8月7日、対福岡ソフトバンクホークス15回戦（帯広の森野球場）、7回表無死に2番手で救援登板、1/3回無失点
- 初勝利：2012年9月4日、対東北楽天ゴールデンイーグルス22回戦（東京ドーム）、8回表2死に3番手で救援登板、1/3回1安打無失点

### 背番号
- 62（2012年途中 - 2013年途中）
- 50（2016年）

### 代表歴
- 2011 IBAFワールドカップ カナダ代表
- 2011年パンアメリカン競技大会野球カナダ代表
- 2013 ワールド・ベースボール・クラシック・カナダ代表
- 2015 WBSCプレミア12 カナダ代表
- 2017 ワールド・ベースボール・クラシック・カナダ代表
- 2019 WBSCプレミア12 カナダ代表